# Sympagurus poupini
Sympagurus poupini is een tienpotigensoort uit de familie van de Parapaguridae. De wetenschappelijke naam van de soort is voor het eerst geldig gepubliceerd in 1994 door Lemaitre.